# Cedusa isinica
Cedusa isinica är en insektsart som först beskrevs av Dlabola 1986.  Cedusa isinica ingår i släktet Cedusa och familjen Derbidae. Inga underarter finns listade i Catalogue of Life.